# Скулптура „Посоки и движение" (Варна)
Скулптурата „Посоки и движение" е монолитна форма във Варна, която обединява триъгълни плоскости, напомняйки връх на стрела. Пластиката се намира в непосредствена близост до Автогара Варна.
Скулптурата е създадена от скулптора Евгени Баръмов и архитектурният проект е дело на арх. П. Куюджуклиев. Скулптурата е създадена през 1972 г. и е определена от някои специалисти като първата абстрактна монументална пластика в България.